# Eugenio de Ochoa y Montel
Eugenio de Ochoa y Montel (Lezo o Baiona, 19 d'abril de 1815 - 29 de febrer de 1872, Madrid) va ser un escriptor, crític, bibliògraf, editor i traductor espanyol.

## Biografia
Encara que es diu que va néixer a Lezo (Guipúscoa), la veritat és que va ser a Baiona com a fill natural del militar Cristóbal de Ochoa y Vílchez (nascut en La Guardia de Jaén) i Francisca Montel, natural de Sant Sebastià. Va tenir un germà, José Augusto de Ochoa y Montel, militar i escriptor romàntic que va escriure les seves obres amb una tècnica admirable, com les novel·les «El huérfano de Almoguer», i «Don Beltrán» recopilacions de llegendes medievals, aquesta última molt relacionada amb llegendes de la Guardia de Jaén, localitat a la qual pertanyia la seva família.
Es va educar entre 1821 i 1825 amb l'erudit poeta preromàntic Alberto Lista (1775-1848) i va estudiar després a l'Escola d'Arts i Oficis de París (1828-1834) amb el propòsit de dedicar-se a la pintura, però va abandonar aquesta carrera per malaltia. Allí va assistir a l'estrena d'Anthony d'Alexandre Dumas, primera obra en què es va reclamar la presència de l'autor, costum introduït després per ell a Espanya, i va conèixer Leandro Fernández de Moratín i Godoy. A la capital francesa hi residiria després intermitentment.
Va tornar a Espanya en 1834, i entrà a treballar en la redacció de la Gaceta de Madrid, de la qual n'era director Lista. Posteriorment a Madrid va ser el jove editor responsable de la primera època de la revista El Artista, que va circular setmanalment entre juny de 1835 i abril de 1836 i es va constituir en l'òrgan de propagació dels ideals romàntics a imitació de la revista francesa L'Artiste. Un segon editor i amic de la infància, que s'ocupava també de la part gràfica de la revista, el pintor Federico de Madrazo (1815-1894), es convertirà en 1835 en el seu cunyat en casar-se amb la seva germana Carlota Madrazo.
Va tornar de nou a París en 1837 per dirigir la famosa Colección de los mejores autores españoles antiguos y modernos editada per Baudry. Quan va tornar a Madrid en 1844 fou nomenat bibliotecari segon de la Biblioteca Nacional, però només roman al càrrec fins a 1845, en què va ser traslladat de cap polític a Osca. El mateix 1844 va ser escollit acadèmic de la llengua, en la que va ingressar en 1847.
En 1847 fou nomenat administrador de la impremta nacional, i ascendit posteriorment a oficial del Ministeri de la Governació i, després de l'escissió, del Ministeri del Comerç, Instrucció i Obres Públiques. Comença a col·laborar activament en els periòdics madrilenys; entaula amistat amb Cecilia Böhl de Faber i fa una crítica entusiasta de la seva novel·la La gaviota. També és nomenat conseller d'Estat i fou membre de la Reial Acadèmia de la Història.
En 1854 va emigrar a Portugal i Anglaterra per raons polítiques després de la Vicalvarada. En la seva joventut va ser un romàntic aferrissat i enemic dels neoclàssics o "classiquistes"; en la seva maduresa es va moderar bastant i es va comprometre amb la causa monàrquica i el catolicisme més conservador de la seva època. Escollit diputat per Jaca en 1850, ho fou novament per Allariz en 1857 i per Briviesca en 1865. Fou nomenat censor de teatres i director d'instrucció pública. Durant deu dies de 1857 fou breument ministre de foment en el govern Armero. Entre altres honors, fou nomenat per la reina gentilhome de cambra amb exercici i va rebre les grans creus de l'Orde de Carles III, de l'Orde d'Isabel la Catòlica i la Legió d'Honor.

## Obra
Va traduir del llatí les obres completes de Virgili i del francès diverses obres de George Sand; entre les traduccions tècniques que va fer destaquen el Manual amb què Daguerre va divulgar el seu mètode fotogràfic en 1839 i el Tratado elemental de física d'A. Privat Deschanel de 1872. Com a escriptor costumista va publicar dos articles costumistes, "El Emigrado" i "El español fuera de España", dins del volum col·lectiu Los Españoles pintados por sí mismos. Conclou que l'emigració és bona mentre que permet que pobles diferents puguin conèixer-se i entendre's; en el segon, que hi ha tres tipus d'espanyols, el patriota per a qui tot l'estranger és dolent, el cosmopolita que opina el contrari i detesta l'espanyol, i l'assenyat, que sap seleccionar el que tenen de bo tots dos mons.
Va ser un excel·lent narrador, se'l nota familiaritzat amb Honoré de Balzac i amb Hoffman, de qui va ser el primer traductor espanyol (1837). A aquest deu potser l'escriure contes de misteri com Luisa o El castillo del espectro. El tema de l'incest i del suïcidi apareix a Stephen. Zenobia aludeix al problema polític de Polònia. Un caso raro tracta sobre les llegendes de venda de l'ànima al dimoni. Va escriure la novel·la històrica El auto de fe (1837) sobre Felip II i el seu fill Carles, on abunden les escenes melodramàtiques i es mostren amb tints ombrívols tant el monarca com la Inquisició, i la novel·la Los guerrilleros (1855), que té per argument les guerres carlistes durant 1835 i conté bons quadres de costums.
Per al teatre va compondre Incertidumbre y amor (1835), drama de passions enceses, Un día y un año (1835), que tanca un missatge de tolerància entre liberals i absolutistes, i el drama Un día de 1823. Va reunir part de les seves poesies en Ecos del alma (1841), on apareix clara la seva evolució des del Neoclassicisme fins al Romanticisme. El contingut és vari: filosòfic, amorós, descriptiu, polític i narratiu; no falten els romanços moriscs i apareixen poemes sobre el bon salvatge en composicions com "La americana" o "La patria cabaña".
Com a crític i erudit exposà les seves opinions en nombrosos articles i en llibres París, Londres y Madrid (1861) i Miscelánea de literatura, viajes y novelas (1867). Com a crític teatral no va saber apreciar a José Zorrilla, les obres dramàtiques del qual va injuriar. Sobre la novel·la va publicar el seu article "Estudios literarios. De la novela en España" en 1848.
Com a editor publicà Don Quijote amb notes, el Tesoro del teatro español desde su origen (año de 1356) hasta nuestros días (1838) dins de la Colección de Baudry, a París; el Tesoro de los cancioneros y romanceros españoles (1838), Rimas inéditas del siglo XV, Orígenes del teatro español, Teatro escogido de Calderón de la Barca, Teatro escogido de Lope de Vega, Teatro escogido desde el siglo XVIII a nuestros días i tota menas d'antologies de místicos, prosistas, historiadors, etc. També va fer diverses edicions per Manuel Rivadeneyra i la seva Biblioteca de Autores Españoles, en particular d'epistolaris antics, i es va encarregar de la part concernent a Història de la literatura espanyola en la Enciclopedia moderna de l'editor Francisco de Paula Mellado.
Com bibliògraf destaquen els Apuntes para una biblioteca de escritores españoles contemporáneos en prosa y verso (1840), important treball biobibliogràfic amb notícies de primera mà, i Catálogo razonado de los manuscritos españoles existentes en la Biblioteca Real de París (1844), que inclou la primera descripció dels còdexs medievals en català conservats a l'actual Bibliothèque nationale de France.